# Diskriminante (algebraische Zahlentheorie)
In der algebraischen Zahlentheorie bezeichnet die Diskriminante ein Hauptideal in einem Ganzheitsring, welches eine zahlentheoretische Aussage über die Körpererweiterung zweier Zahlkörper macht.

## Definition
Sei {\displaystyle B} ein Ring, {\displaystyle A\subseteq B} ein Unterring derart, dass {\displaystyle B} ein freier {\displaystyle A}-Modul vom Rang {\displaystyle n\;(n\in \mathbb {N} )} ist. Für {\displaystyle (x_{1},x_{2},\dots ,x_{n})\in B^{n}} heißt {\displaystyle D(x_{1},x_{2},\dots ,x_{n}):=\det \left(\mathrm {Tr} _{B/A}(x_{i}\cdot x_{j})_{i,j}\right)\in A} die Diskriminante von {\displaystyle (x_{1},x_{2},\dots ,x_{n})}.
Wenn {\displaystyle (x_{1},x_{2},\dots ,x_{n})} eine {\displaystyle A}-Basis von {\displaystyle B} darstellt, so ist die Diskriminante bis auf eine Einheit in {\displaystyle A} eindeutig bestimmt, insbesondere ist also das von {\displaystyle D(x_{1},x_{2},\dots ,x_{n})} in {\displaystyle A} erzeugte Hauptideal unabhängig von der Basiswahl. Dieses Hauptideal wird mit {\displaystyle {\mathfrak {D}}_{B/A}} bezeichnet und heißt Diskriminante von {\displaystyle B} über {\displaystyle A}.

## Eigenschaften und Anwendung
- Sei {\displaystyle L/K} eine separable Körpererweiterung vom Grad {\displaystyle n\;(n\in \mathbb {N} )} und {\displaystyle \sigma _{1},\sigma _{2},\dots ,\sigma _{n}} die {\displaystyle n} verschiedenen {\displaystyle K}-Algebrenmonomorphismen von {\displaystyle L} in den algebraischen Abschluss von {\displaystyle K}. Dann gilt für eine {\displaystyle K}-Basis {\displaystyle (x_{1},x_{2},\dots ,x_{n})} von {\displaystyle L}[1]:

{\displaystyle D(x_{1},x_{2},\dots ,x_{n})=\det \left((\sigma _{i}(x_{j}))_{i,j}\right)^{2}\neq 0}
- Seien {\displaystyle K\subseteq L} zwei Zahlkörper, mit den zugehörigen Ganzheitsringen {\displaystyle A\subseteq B}. Dann gilt für ein Primideal {\displaystyle {\mathfrak {p}}\subseteq A} das folgende: {\displaystyle {\mathfrak {p}}\subseteq B} ist genau dann verzweigt, wenn {\displaystyle {\mathfrak {p}}\supseteq {\mathfrak {D}}_{B/A}} gilt[2]. Insbesondere folgt daraus, dass es nur endlich viele verzweigte Primideale gibt (eindeutige Primzerlegung von {\displaystyle {\mathfrak {D}}_{B/A}}, vgl. Dedekindring).

## Beispiel
Seien {\displaystyle A:=\mathbb {Q} ,\;B:=\mathbb {Q} [X]/(X^{2}+bX+c),\quad b,c\in \mathbb {Q} };
{\displaystyle x} bezeichne die Äquivalenzklasse von {\displaystyle X} in {\displaystyle B}.
Somit {\displaystyle D_{B/A}(1,x)=\det {\begin{pmatrix}\mathrm {Tr} _{B/A}(1)&\mathrm {Tr} _{B/A}(x)\\\mathrm {Tr} _{B/A}(x)&\mathrm {Tr} _{B/A}(x^{2})\end{pmatrix}}=\det {\begin{pmatrix}2&-b\\-b&b^{2}-2c\end{pmatrix}}=b^{2}-4c}, was der Diskriminante des Polynoms {\displaystyle X^{2}+bX+c} entspricht.
Zur Berechnung der dabei verwendeten Spuren:
{\displaystyle \mathrm {Tr} _{B/A}(1)=\mathrm {Tr} _{B/A}{\begin{pmatrix}1&0\\0&1\end{pmatrix}}=2}
{\displaystyle \mathrm {Tr} _{B/A}(x)=\mathrm {Tr} _{B/A}{\begin{pmatrix}0&-c\\1&-b\end{pmatrix}}=-b}
{\displaystyle \mathrm {Tr} _{B/A}(x^{2})=\mathrm {Tr} _{B/A}(-b\cdot x-c)=-b\cdot \mathrm {Tr} _{B/A}(x)-c\cdot \mathrm {Tr} _{B/A}(1)=b^{2}-2c}

## Diskriminante eines Zahlkörpers
Sei {\displaystyle K} ein Zahlkörper und {\displaystyle {\mathcal {O}}_{K}} sein Ganzheitsring. Sei {\displaystyle b_{1},\dots ,b_{n}} eine Basis von {\displaystyle {\mathcal {O}}_{K}} als {\displaystyle \mathbb {Z} }-Modul, und seien {\displaystyle \{\sigma _{1},\dots ,\sigma _{n}\}} die Einbettungen von {\displaystyle K} in die komplexen Zahlen. Die Diskriminante von {\displaystyle K} ist das Quadrat der Determinante der {\displaystyle n\times n}--Matrix {\displaystyle B}, deren {\displaystyle (i,j)}-Eintrag {\displaystyle \sigma _{i}(b_{j})} ist:
{\displaystyle \Delta _{K}=\left(\operatorname {det} \left({\begin{array}{cccc}\sigma _{1}(b_{1})&\sigma _{1}(b_{2})&\cdots &\sigma _{1}(b_{n})\\\sigma _{2}(b_{1})&\ddots &&\vdots \\\vdots &&\ddots &\vdots \\\sigma _{n}(b_{1})&\cdots &\cdots &\sigma _{n}(b_{n})\end{array}}\right)\right)^{2}.}